# Østerport állomás
Østerport állomás vasútállomás Dániában, Koppenhágában. Egyike Dánia legforgalmasabb 30 állomásának.

## Vasútvonalak
Az állomást az alábbi vasútvonalak érintik:
- Boulevardbanen
- Nordbanen
- Kystbanen
- Frihavnsbanen
- M4
- Cityringen

## Kapcsolódó állomások
A vasútállomáshoz az alábbi állomások vannak a legközelebb:
- Nørreport vasútállomás (Koppenhága főpályaudvar, Solrød Strand vasútállomás, Høje Taastrup vasútállomás, Frederikssund vasútállomás, Nordbanen, A, B, C, S-tog Bx)
- Nordhavn vasútállomás (Hillerød vasútállomás, Farum vasútállomás, Klampenborg vasútállomás, Buddinge vasútállomás, Nordbanen, A, B, C, S-tog Bx)
- Hellerup vasútállomás (Helsingør vasútállomás, Kystbanen)
- Nørreport vasútállomás (Ballerup vasútállomás, H)
- Nørreport vasútállomás (Køge vasútállomás, E)
- Nordhavn vasútállomás (Holte vasútállomás, E)